# BMW 1600 GT
La BMW 1600 GT è un'autovettura di fascia medio-alta prodotta congiuntamente dalle case automobilistiche tedesche Glas e BMW tra il 1966 e il 1968. La prima si preoccupò dell'assemblaggio vero e proprio della vettura nel proprio stabilimento, mentre la seconda mise il proprio marchio e gran parte del comparto tecnico e motoristico.

## Storia e contesto
La storia della 1600 GT ha inizio nel momento in cui la Glas, casa automobilistica bavarese attiva dal 1956, fu acquisita nel 1966 dalla BMW. Dal momento che la Glas in quel periodo stava già pensando a un rimodernamento della gamma delle proprie sportive di fascia medio-alta, la BMW decise di riunire i precedenti modelli marchiati Glas, le 1300 e 1700 GT, in un unico modello con motorizzazione intermedia, alla sola condizione che quest'ultimo doveva essere marchiato BMW. La 1600 GT nasce da una vettura puramente Glas, ossia la Glas GT, che a suo tempo era disponibile con motori da 1,3 e 1,7 litri. Il nuovo modello a marchio BMW, invece, montava in gran parte meccanica di origine BMW ed era marchiata con lo stemma bianco-azzurro della casa di Monaco. Lo stesso principio è analogamente applicabile nel caso della contemporanea ammiraglia Glas-BMW 3000 V8.

### Debutto
La nuova vettura venne svelata e cominciò a essere prodotta con la denominazione di 1600 GT nell'autunno del 1966, ma gli ordini cominciarono a essere raccolti quasi un anno dopo, ragion per cui questa coupé viene universalmente indicata come una vettura del 1967. Sul piano stilistico venne mantenuta per intero la scocca della Glas GT, con le medesime linee e soluzioni estetiche, tranne quelle tipiche della Casa dell'Elica, come gli stemmi BMW e la calandra a doppio rene al centro della mascherina.

### Tecnica
Se la nuova vettura mantenne invariati l'avantreno e la carrozzeria dei precedenti modelli, dall'altro vide l'adozione di retrotreno, motore e cambio, mutuati dalla BMW 1600-2 TI.
Il motore era un 4 cilindri in linea da 1573 cm³ con distribuzione a valvole in testa mosse da un albero a camme, sempre in testa. L'alimentazione era affidata a due carburatori doppio corpo Solex. Era lo stesso propulsore della 1600-2 TI, che arrivava a erogare una potenza massima di 105 CV a 6000 giri/min e a spingere la vettura a una velocità massima di 190 km/h.
Le prestazioni e la grinta della linea la mettevano in diretta concorrenza con vetture come la Giulia Sprint GT 1600 e la Porsche 912, contro le quali non sfigurava di certo.

### Carriera commerciale
La 1600 GT fu lanciata nel giugno del 1967 e la sua commercializzazione avveniva tramite i concessionari Glas. Questo nuovo modello, però, non incontrò affatto i favori del pubblico: in poco più di un anno di produzione arrivò a totalizzare appena 1.255 esemplari, probabilmente perché il pubblico non la considerava una vera BMW, date le origini più umili (è da ricordare che solo dodici anni prima, la Glas aveva esordito in campo automobilistico con la super-economica Goggomobil). Ciò bastò alla BMW perché ne venisse interrotta la produzione nell'agosto 1968. Assieme alla già citata Glas-BMW V8 3000, la 1600 GT fu l'ultimo modello che, benché marchiato BMW, vide la partecipazione della Glas: tolta di produzione, il marchio fu estinto, gli stabilimenti furono smantellati e al loro posto ne furono costruiti dei nuovi, ancor oggi attivi.